# Vákár Lajos Műjégpálya
Le Vákár Lajos Műjégpálya est une patinoire situé à Miercurea-Ciuc en Roumanie. Elle dispose de 4 000 places assises.
Elle accueille les matchs du SC Miercurea-Ciuc et ceux du HC Miercurea-Ciuc